# 茂呂真由美
茂呂 真由美（もろ まゆみ、2月4日）は、日本のゲームクリエイター、キャラクターデザイナー。株式会社セガ、セガサミーホールディングス株式会社所属。CEDEC2023、2024、2025企画委員

。

## 人物
東京都荒川区日暮里生まれ。私立女子聖学院中学校・高等学校、御茶ノ水美術学院、すいどーばた美術学院、桑沢デザイン研究所グラフィックデザイン研究科卒。実家は呉服屋。
株式会社セガ・エンタープライゼスに家庭用ゲームソフトのデザイナーとして入社。
『スペースチャンネル5』に出てくる宇宙人「モロ星人」の産みの親で、名前の由来にもなっている。
ゲーム業界での女性の働き方や、ゲーム業界で長く働き続けるための体験談のセミナー、ミートアップ
の登壇や、ワーキングペアレントの働き方と悩みについての講演、ラウンドテーブルの主催を数多く行っている。「ゲーム業界で悩みを抱えている方が相談できる環境を作っていきたい」という思いのもとに、CEDECで活動を続けている。
現在はセガサミーホールディングス 総務本部 コミュニケーションサービス部 コミュニケーション推進課で、セガサミーグループの社内イベントの企画・運営、及び社員食堂「JOURNEY’S CANTEEN」、ライブラリースペース「THE LIBRARY」
などを担当。
セガ入社30周年記念同窓会では同期の奥成洋輔と幹事を担当し、当日の司会進行も2人で行った。

入社30周年記念アニバーサリーケーキのロゴデザインも合わせて担当。

2018年より、講演者としてCEDECのセッションへ定期的に登壇しており

、これらの活動が評価され、CEDEC2023にCEDEC企画委員に就任。2024年、2025年現在もCEDEC企画委員ビジネス&プロデュース部門を担当している
。
CEDECの名物イベントPERACONこと「ペラ企画コンテスト」では審査委員も担当し、2021年には審査感想戦に審査委員として登壇している。
PERACONロゴは茂呂氏によるデザイン。
3年振りの東京開催となった「SIGGRAPH Asia 2024」では、Games Committee（ゲーム委員会）
、Computer Animation Festival Pre-Selection Jury（コンピュータアニメーションフェスティバル事前選考審査員）を担当。

## 参加作品

### ゲーム
- ビクトリーゴール（1994年、SS） - デザイナー[37]
- Jリーグ プロサッカークラブをつくろう!（SS） - デザイナー[38]
- ばくばくアニマル（SS） - 海外版移植デザイナー[39][40]
- AZEL -パンツァードラグーン RPG-（1996年、SS） - デザイナー[41][42]
- サクラ大戦 - デザイナー[43]
- スペースチャンネル5（1999年、DC） - コンセプトアート、キャラクターデザイン、モデリングチームリーダー
  - スペースチャンネル5 パート2（2002年、DC/PS2） - アートディレクター
- ASTRO BOY 鉄腕アトム - （2003年、PS2） - フェイスアニメーション
- ぷよぷよフィーバー（2004年、PSP） - デザイナー、ゲーム画面背景デザイン
- 初音ミク -Project DIVA-（2009年7月） - 「スペースチャンネル39」コスチュームデザイン[44]
- ソニックジャンプ（Android/iOS） - デザイナー[45]
- そにっく・ざ・スケッチほっぐ（2010年、FP）ディレクター、アートディレクター
  - そにっく・ざ・スケッチほっぐ Xmasバージョン（2010年、FP）ディレクター、アートディレクター
- ぷよぷよ7(PSP/Wii/DS） - デザイナー、モロ星人バージョンぷよデザイン・アニメパターン制作
- そにっく＆ているす空中散歩（2012年、FP/Android） - ディレクター、アートディレクター[45]
- ぷよぷよ!!コロコロ（2012年　FP/Android） - ディレクター、アートディレクター
- ばくばくアニマル（2013年、auスマートパス） - ディレクター、アートディレクター
- ばくばくカメラ（2015年、auスマートパス） - ディレクター、アートディレクター
- ARタッチ しまじろうのえいごアクティビティ ABCパークであそぼう！（2016年4月、テレビーナ専用アプリ） - ディレクター、アートディレクター
- ARタッチ わんちゃんがやってきた！（2016年6月、テレビーナ専用アプリ） - ディレクター、アートディレクター

### WEBサイト制作
- ソニックチャンネル（2005年-2009年、Webサイト） - ディレクター、インタビュアー、ライター、カメラマン、デザイナー[45]
- ソニックライブ壁紙（2013年） - ディレクター、アートディレクター
- ★ぷよぷよ！セガ（2009年-2015年、モバイルサイト） - ディレクター、アートディレクター